# Guzmán Carriquiry

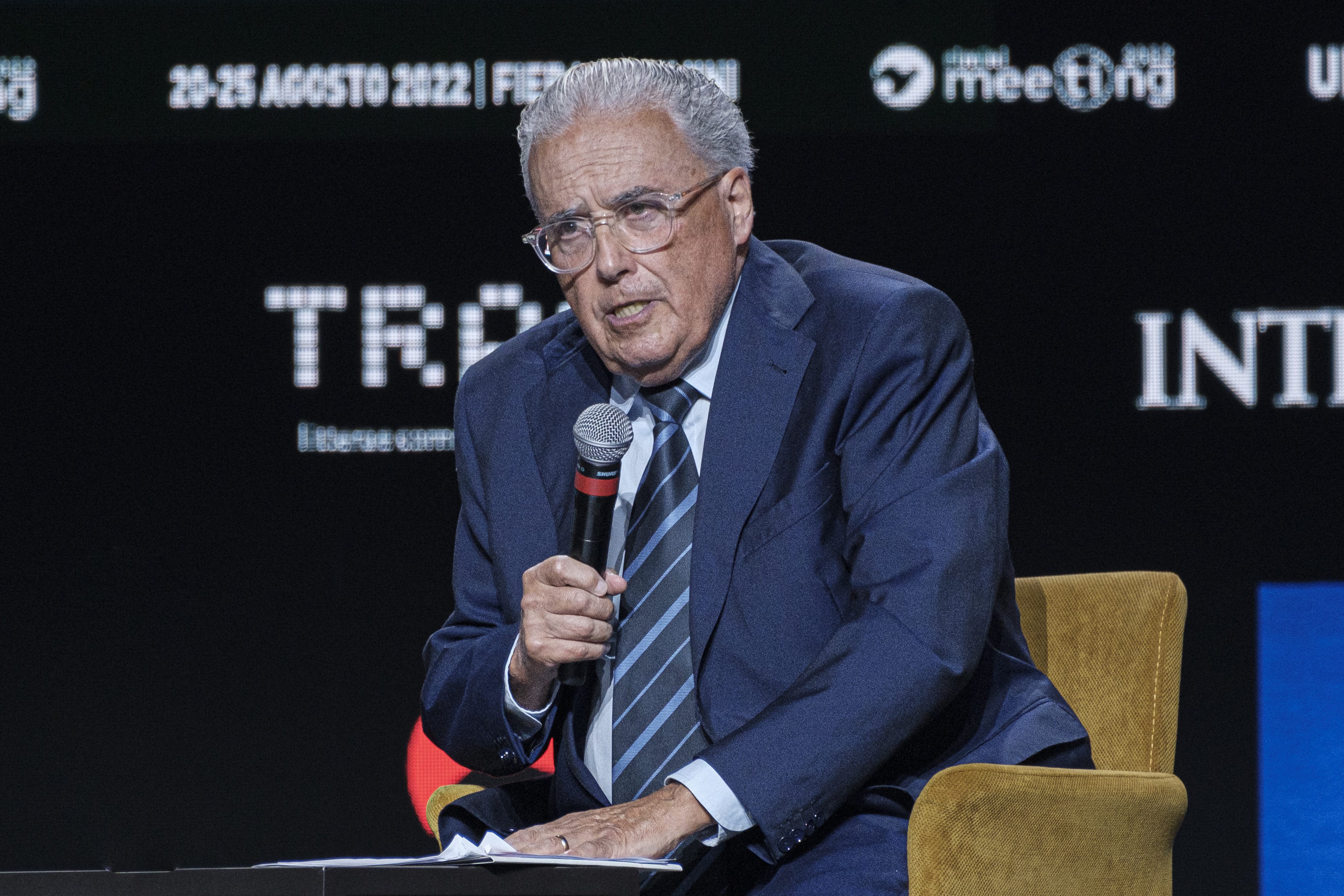
Guzmán Carriquiry (2022)

Guzmán M. Carriquiry Lecour [Aussprache: gʊsˈman kariˈkiɾi ləˈkuʁ] (* 20. Mai 1944 in Montevideo) ist ein uruguayischer Jurist, Publizist, Kulturwissenschaftler, römisch-katholischer Verbands- und Kirchenfunktionär. Er war von 1972 bis 2019 Kurienbeamter am Heiligen Stuhl. Von 2014 bis 2019 war er Vizepräsident der Päpstlichen Kommission für Lateinamerika und damit der erste Nichtpriester an der römischen Kurie, der verantwortlich die Geschäfte eines Dikasteriums führte. Seit 2021 amtiert er als Botschafter Uruguays beim Heiligen Stuhl sowie beim Souveränen Malteserorden.

## Leben
Guzmán Carriquiry studierte an der Universidad de la República in Montevideo und promovierte sich dort zum Doktor der Rechts- und Sozialwissenschaften. Er war als Universitätsdozent und Rechtsanwalt tätig. Er übte diverse Leitungsfunktionen an der Fakultät für Rechts- und Sozialwissenschaften seiner Universität in Montevideo sowie an verschiedenen Schulen und Bildungseinrichtungen seines Landes aus und leitete die Jugend- und Studentenorganisation der Katholischen Universität Uruguays, die „Vereinigung katholischer Studierender und Fachkräfte“ (Asociación de Estudiantes y Profesionales Católicos, AEPC) Uruguays und später auch deren lateinamerikanischen Dachverband. Guzmán Carriquiry wurde als katholischer Publizist und Intellektueller in Uruguay und anderen lateinamerikanischen Ländern bekannt und veröffentlichte zahlreiche Bücher, Zeitschriftenartikel und Vorträge, besonders zu Themen der Katholischen Soziallehre, der lateinamerikanischen Geschichte und Kultur und Menschenrechtsfragen. Er arbeitete mit der Bischofskonferenz Uruguays zusammen und war Direktor des Zentrums für Soziale Kommunikation der uruguayischen Bischöfe.
Am 1. Dezember 1971 trat er in den Dienst des Heiligen Stuhls. Er wurde ab 1974 als Auditor (Experte) bei mehreren Generalversammlungen der römischen Bischofssynode herangezogen, nahm als Peritus (Berater) an den Generalversammlungen der Bischofskonferenzen von Lateinamerika und der Karibik (CELAM) von 1979 in Puebla, 1992 in Santo Domingo und 2007 in Aparecida teil und wurde als Delegat des Heiligen Stuhls zu internationalen Konferenzen der Vereinten Nationen entsandt. Er war Teilnehmer an zahlreichen Konferenzen internationaler kirchlicher Organisationen und häufiger Gast auf Kongressen und Tagungen kirchlicher Veranstalter in Lateinamerika. Er war seit 1984 an der Organisation fast aller Weltjugendtage beteiligt.
Papst Paul VI. berief ihn am 11. Februar 1977 in den Päpstlichen Rat für die Laien. Von Papst Johannes Paul II. wurde er am 12. September 1991 zum Untersekretär im Päpstlichen Laienrat ernannt und 2005 von Papst Benedikt XVI. in diesem Amt bestätigt. In dieser Funktion nahm er auch an der Sonderversammlung der Bischofssynode für Amerika im Dezember 1997 im Vatikan teil. Bei der CELAM-Bischofsversammlung von Aparecida im Mai 2007 war er als Assistent zusammen mit dem argentinischen Kardinal Jorge Bergoglio, dem späteren Papst Franziskus, maßgeblich für die Endredaktion des Schlussdokuments verantwortlich.
Am 14. Mai 2011 ernannte ihn Papst Benedikt XVI. zum Sekretär der Päpstlichen Kommission für Lateinamerika, deren Geschäfte er seither führte. Anfang 2014 wurde er in dem Amt bestätigt und im gleichen Jahr als erster Laie zum Vizepräsidenten der Kommission ernannt. Er bekleidete damit bis zur Ernennung von Paolo Ruffini zum Präfekten des Kommunikationsdikasteriums im Juli 2018 das höchste mit einem Nichtpriester besetzte Amt in der römischen Kurie. Als Vizepräsident und Geschäftsführer der Kommission koordinierte Carriquiry gemeinsam mit der übergeordneten Kongregation für die Bischöfe und dem Papst die vatikanischen Lateinamerikaaktivitäten.
Seine Ernennung sei eine Überraschung gewesen, denn alle seine Vorgänger waren Bischöfe. Sie entspricht allerdings einer derzeitigen Tendenz des Vatikans, mehr Laien in hohe Kurienämter aufzunehmen. Auch hatte der Uruguayer schon vorher im Laienrat eines der höchstrangigen Ämter des Heiligen Stuhls für Nichtpriester inne. Die Wahl eines lateinamerikanischen Papstes sei für Carriquiry ein Grund zur Freude und Begeisterung gewesen, bedeute aber auch eine große Verantwortung und berge neue Herausforderungen, erklärte er in einem Interview zu seiner Rolle als Lateinamerikaner im Pontifikat des Argentiniers Papst Franziskus. Mehr als 60 % der Katholiken leben derzeit in Lateinamerika. Carriquiry ist seit den 1980er Jahren mit Bergoglio befreundet und war bei dessen Besuchen in Rom in den Jahrzehnten vor seiner Papstwahl regelmäßig eine der ersten Anlaufstellen des Jesuiten.
Im April 2019 legte er sein Kurienamt mit 75 Jahren nieder. Er wurde 2020 als Nachfolger des Historikers Mario Cayota zum Botschafter seines Heimatlandes beim Heiligen Stuhl ernannt und am 9. Januar 2021 in das Amt eingeführt. Sein Nachfolger als Sekretär der Lateinamerikakommission wurde mit dem mexikanischen Sozialwissenschaftler Rodrigo Guerra López erneut ein Laie. Ende April 2021 wurde Carriquiry auch zum Botschafter seines Landes beim  Malteserorden ernannt.
Guzmán Carriquiry hatte Gastprofessuren und Lehraufträge an verschiedenen Hochschulen inne. Er war unter anderem an leitender Stelle im Instituto Superior de Ciencias, Filosofía y Letras tätig, einem Tochterinstituts der Katholischen Universität von Chile; Dozent an der Päpstlichen Universität Urbaniana in Rom und Gastdozent am Seminar für Lateinamerikanistik der Universität Verona (Italien). Er besaß eine außerordentliche Professur an der Universidad de la Fraternidad de Agrupaciones Santo Tomás de Aquino (Universidad FASTA) in Mar del Plata (Argentinien). Er ist Träger diverser Auszeichnungen, darunter das Großkreuz des Gregoriusordens (1994), das Komturkreuz des Verdienstordens der Italienischen Republik (1992), das Großkreuz des chilenischen Verdienstordens „Bernardo O’Higgins“ (1999) und das Großkreuz des argentinischen Maiordens (2001). Am 25. August 2008 verlieh ihm die Universität FASTA die Ehrendoktorwürde.
Guzmán Carriquiry Lecour ist mit Lídice María Gómez Mango verheiratet, mit der er vier Kinder hat. Seine in Montevideo geborene Frau ist Literaturwissenschaftlerin und hat Spanische Sprache an der Universität La Sapienza in Rom unterrichtet.

## Bekannte Veröffentlichung
Besonders beachtet wurde Carriquirys 2003 erschienenes Buch Una scommessa per l’America latina. Memoria e destino storico di un continente (Casa Editrice Le Lettere, Rom 2003). Wie der Titel verheißt („Auf Lateinamerika setzen. Erinnerung und historische Zukunftsperspektive eines Kontinents“), analysiert der Autor die geschichtliche Situation Lateinamerikas im Kontext der Beendigung des Kalten Krieges und der zunehmenden Globalisierung und begreift sie als Chance, um gerade auch aus kirchlicher und katholischer Sicht ein Zukunftsszenario der Hoffnung für den Kontinent zu entwerfen. Die spanische Ausgabe des Buches mit dem Titel Una apuesta por América Latina: memoria y destino históricos de un continente (Editorial Sudamericana, Buenos Aires 2005) erschien mit einem Vorwort von Kardinal Jorge Mario Bergoglio. Er hielt das Werk für die erste große synthetische Gesamtdarstellung – Bestandsaufnahme, Zusammenschau, Zukunftserwartung – der lateinamerikanischen Wirklichkeit in der neuen historischen Phase, die gegen Ende des 20. Jahrhunderts begonnen hat und die sich in der Gegenwart entfaltet.